# Putnam (Connecticut)
Pour les articles homonymes, voir Putnam.
Putnam est une ville américaine située dans le comté de Windham au Connecticut.
Putnam devient une municipalité en 1855. La ville est nommée en l'honneur d'Israel Putnam.

## Démographie
| 1860  | 1870  | 1880  | 1890  | 1900  | 1910  |
| ----- | ----- | ----- | ----- | ----- | ----- |
| 2 722 | 4 192 | 5 827 | 6 512 | 7 348 | 7 280 |

| 1920  | 1930  | 1940  | 1950  | 1960  | 1970  |
| ----- | ----- | ----- | ----- | ----- | ----- |
| 8 397 | 8 099 | 8 692 | 9 304 | 8 412 | 8 598 |

| 1980  | 1990  | 2000  | 2010  | - | - |
| ----- | ----- | ----- | ----- | - | - |
| 8 580 | 9 031 | 9 002 | 9 584 | - | - |

Selon le recensement de 2010, Putnam compte 9 584 habitants. La municipalité s'étend sur 20,41 milles carrés (52,86 km2), dont 0,11 milles carrés (0,28 km2) d'étendues d'eau.